# Planetario Tuxtla - Jaime Sabines Gutiérrez
El Planetario Tuxtla - Jaime Sabines Gutiérrez Es uno de los más grandes y modernos de toda la República. Cuenta con la más alta tecnología de proyección de imágenes en 2D y 3D de México y Latinoamérica.
```
Fue financiado por el Consejo Nacional de Ciencia y Tecnología (Conacyt) y el gobierno del estado de Chiapas por medio del Fondo Mixto de Fomento a la Investigación Científica y Tecnológica (Fomix). 
```

## Descripción
Este recinto, ubicado en el emblemático Parque de Convivencia Infantil de la capital chiapaneca, tiene un diseño arquitectónico innovador. A diferencia de la mayoría de los planetarios, que suelen proyectar imágenes del cosmos con un objetivo con lente “ojo de pescado” ubicado en el centro de la sala, en el domo del Planetario Tuxtla las 129 butacas (cuatro de ellas especiales, para personas con discapacidad) están dispuestas casi de la misma forma que una sala de cine convencional.

## Colección
Cuenta con espacios para actividades científicas, culturales y recreativas: La Terraza Astronómica cuenta con dos telescopios: uno solar, para observación directa del sol, sin riesgo alguno para la vista; y otro para observación nocturna de la luna y otros astros. Ambos están montados en dispositivos electrónicos que localizan de inmediato los cuerpos celestes y pueden conectarse mediante fibra óptica con el domo, para que un mayor número de gente pueda apreciar algún fenómeno astronómico, como un eclipse, por ejemplo.
Los telescopios también pueden desmontarse para transportarlos a distintos lugares, como sucede durante la Noche de las Estrellas, y otros eventos al exterior del planetario.
```
En la Sala Universo, 11 equipos interactivos permiten adentrarse en los misterios del cosmos y la naturaleza. También cuenta con una zona de talleres y ludoteca, donde niñas y niños pueden realizar actividades manuales relacionadas con la ciencia.
```

En el Foro Bajo las Estrellas, con capacidad para 60 personas, pueden realizarse presentaciones de libros, eventos culturales y conciertos a la luz de la luna, y en el Patio Equinoccio se pueden realizar observaciones a simple vista de las estrellas, del mismo modo en que lo hacían los antiguos mayas, con una presentación sonora de los profundos conocimientos astronómicos y matemáticos de los Ah Kin, astrónomos-sacerdotes que descubrieron, entre otras cosas, las órbitas de los planetas e inventaron el concepto del cero, no solo como representación del conjunto vacío, sino también el final de una cuenta o un periodo de tiempo.